# Январь 2016 года

Список событий января 2016 года.

## События
- 1 января
  - Вступило в силу Соглашение о свободной торговле между Украиной и Европейским союзом[1].
  - Украина начала выдавать ID-карточки вместо внутренних бумажных паспортов[2].
  - В Совете Безопасности ООН приступили к работе пять новых[англ.] непостоянных членов — Египет, Сенегал, Украина, Уругвай и Япония, сменившие Чад, Нигерию, Литву, Чили и Иорданию[3].
- 2 января
  - В Саудовской Аравии казнён проповедник Нимр ан-Нимр и ещё 46 человек; Иран осудил казнь, в Бахрейне начались массовые протесты[4].
- 3 января
  - Исламское государство опубликовало видеоролик, в котором показано убийство пяти человек, обвинённых в шпионаже в пользу Британии[5].
  - Аятолла Али Хаменеи заявил, что Саудовскую Аравию постигнет «божественная кара» за казнь известного шиитского проповедника Нимра Бакр аль-Нимра[6]. Глава МИД Саудовской Аравии Адиль аль-Джубейр заявил о разрыве дипотношений с Ираном[7].
  - Дональд Трамп обвинил Обаму и Клинтон в создании ИГ[8].
- 4 января
  - Торги на Шанхайской фондовой бирже были остановлены после падения ключевого фондового индекса страны Shanghai Composite почти на 7 %[9]
  - Газпром прекратил закупки природного газа из Туркменистана по контракту, заключенному в 2003 году на 25 лет[10].
  - Бахрейн и Судан вслед за Саудовской Аравией, разорвали дипломатические отношения с Ираном[7].
- 5 января
  - Руководство Германии признало, что в новогоднюю ночь в Кёльне около 90 женщин подверглось попыткам ограбления и сексуальным домогательствам со стороны толпы мужчин, возможно арабского или африканского происхождения[11]. Подобные происшествия происходили также в Гамбурге и Штутгарте[12].
  - В Белоруссии начались протесты против президентского указа № 222, который, по утверждению протестующих, не даёт возможности торговать непродовольственными товарами стран Таможенного союза[13].
- 6 января
  - КНДР объявила об успешном испытании водородной бомбы. Службы сейсмического контроля Китая, Японии, США и Южной Кореи зафиксировали землетрясение магнитудой от 4 до 5[14].
- 7 января
  - Вооружённые силы Саудовской Аравии применяют в войне в Йемене запрещённое оружие, игнорируя мнение ООН[15].
- 8 января
  - Орегонские активисты, захватившие отдаленный форпост в национальном заповеднике у озера Малур на юго-востоке штата, отказались от переговоров с властями и настаивают на своём праве бесплатно пользоваться федеральными землями[16].
  - На севере Швеции потерпел крушение грузовой самолёт Bombardier CRJ200 компании West Air Sweden, погибли 2 человека.
- 9 января
  - В здании правительства Косово вспыхнул пожар, после того как оппозиционно настроенные демонстранты, недовольные соглашением властей Косова с Сербией, забросали здание бутылками с зажигательной смесью[17].
- 10 января
  - Во многих городах мира, в том числе в Москве, прошла ежегодная акция «В метро без штанов»[18].
  - В Лос-Анджелесе прошла 73-я церемония вручения наград «Золотой глобус». Лучшими фильмами были названы «Выживший» и «Марсианин»[19].
- 11 января
  - Кириакос Мицотакис стал лидером оппозиции в Греции[20].
  - В Китае началась масштабная реформа органов управления Народно-освободительной армии Китая[21].
  - В Пакистане создана фондовая биржа путём слияния трёх торговых площадок, работавших в Исламабаде, Карачи и Лахоре[22].
- 12 января
  - В результате теракта в Стамбуле в районе площади Султанахмет погибли, по меньшей мере, десять человек[23].
- 13 января
  - Главная международная награда в области архитектуры — Притцкеровская премия — досталась чилийскому архитектору Алехандро Аравену за «работу, которая возрождает социально ориентированную архитектуру»[24].
  - Европейская комиссия рассмотрела вопрос об угрозе основам законности и правового государства в странах ЕС, в связи принятыми в Польше партией «Право и справедливость» законами ограничивающими свободы СМИ и возможности Конституционного суда[25].
- 14 января
  - Акции автомобилестроительного концерна Renault SA подешевели более чем на 20 процентов на фоне сообщений о том, что компания замечена в подделке тестов на выбросы вредных веществ и подверглась обыскам с изъятием компьютерной техники[26].
  - В столице Индонезии Джакарте боевики взорвали как минимум семь бомб[27].
  - Опубликована вторая часть доклада независимой комиссии Всемирного антидопингового агентства[28].
  - ВОЗ официально заявила об окончании эпидемии Эболы[29].
- 15 января
  - Джимми Моралес вступил в должность президента Гватемалы[30].
  - Президент Венесуэлы Николас Мадуро принял решение ввести на 60 дней чрезвычайное экономическое положение, что даёт возможность расширить полномочия президента и ограничить конституционные гарантии[31].
  - После отмены американскими властями эмбарго на экспорт сырой нефти первыми покупателями углеводородов стала китайская государственная нефтяная компания Sinopec[32].
  - С космодрома Сичань запущен первый белорусский телекоммуникационный спутник Belintersat-1[33].
  - В Уагадугу (Буркина-Фасо) террористы совершили нападения на ресторан и отели, в результате которых погибли 28 человек[34].
  - Опубликован отчёт, из которого широкой общественности стало известно, что найденная в июне 2015 года сверхновая ASASSN-15lh[англ.] имеет яркость, более чем вдвое превышающую яркость самых ярких зарегистрированных к настоящему моменту сверхновых[35][36].
- 16 января
  - На прошедших на Тайване всеобщих выборах с результатом 56,28 % голосов первой женщиной-президентом Китайской Республики стала председатель оппозиционной Демократической прогрессивной партии (ДПП) Цай Инвэнь[37].
  - Координатор Госдепа США по санкциям Дэниел Фрид заявил, что санкции против России могут быть сняты уже в этом году[38]
- 17 января
  - На МКС впервые расцвело растение — декоративная цинния[39][40].
- 18 января
  - Власти Пакистана разрешили жителям страны пользоваться популярным видеохостингом YouTube после запрета, который длился в течение трёх лет[41].
- 20 января
  - В ходе торгов на Московской бирже курс доллара превысил 80 рублей. Баррель марки Brent подешевел до 27,82 доллара[42].
  - В Кишинёве оппозиция предприняла попытку взять штурмом парламент[43].
  - Президент Казахстана Нурсултан Назарбаев подписал указ о досрочном прекращении полномочий Мажилиса Казахстана[44]. Выборы назначены на 20 марта 2016 года[45].
  - Совершена террористическая атака на университет в городе Чарсадда на северо-западе Пакистана. В результате теракта, ответственность за который взяли на себя члены пакистанского крыла «Талибана», погибли 25 человек[46].
  - Сотрудники Калифорнийского технологического института Майкл Браун и Константин Батыгин объявили об открытии в солнечной системе новой планеты[47][48][49].
  - В Ираке боевики ИГ разрушили монастырь Святого Илии[50].
- 22 января
  - Около миллиона человек вышли в Грозном на митинг в поддержу главы Чеченской Республики Рамзана Кадырова[51].
  - Парламент Таджикистана принял поправки в Конституцию, которые позволяют действующему президенту страны избираться неограниченное число раз[52].
  - Бразильский министр здравоохранения Марселу Каштру признал, что страна не справляется с борьбой против комара Aedes aegypti, главного переносчика вируса Зика, количество заражённых которым переходит в эпидемию[англ.][53].
- 23 января
  - 15 стран, в том числе Венесуэла, не оплатили ежегодный взнос в бюджет ООН и лишились права голоса[54].
  - Лидеры Китая и Ирана Си Цзиньпин и Хасан Роухани объявили, что достигли соглашения о «стратегическом партнёрстве во всех международных, региональных и двусторонних делах», было подписано 17 соглашений и документов о двустороннем сотрудничестве[55].
- 24 января
  - Выборы президента Португалии[56]. Победу одержал Марселу Ребелу ди Соза[57].
- 25 января
  - Длительная снежная буря на северо-востоке США унесла жизни 28 человек, были обесточены дома, в Вашингтоне не работали государственные учреждения[58].
  - Вспышка лихорадки Зика вынудила правительства ряда стран Латинской Америки (Сальвадор, Колумбия, Ямайка и т. д.) советовать женщинам не беременеть до выяснения всех обстоятельств[59].
  - Сирийская правительственная армия после ожесточенных боёв отбила у повстанцев стратегически важный город Шейх-Маскин в провинции Даръа[60].
- 26 января
  - Парижские таксисты вышли на забастовку против сервиса Uber и блокировали движение на городской кольцевой дороге[61].
  - В Орегоне арестованы участники акции протеста, захватившие здание в федеральном заповеднике. При этом погиб один человек[62].
- 27 января
  - Подтверждены первые случаи заражения вирусом лихорадки Зика в США и Дании[63].
  - На Украине от гриппа и ОРВИ погибли 122 человек[64].
  - Хилда Хайна избрана президентом Маршалловых Островов[65].
  - Программа AlphaGo выиграла матч в го у трёхкратного чемпиона Европы Фань Хуэя. Это первый случай, когда компьютер выиграл матч у профессионального игрока в го без форы[66].
  - Международный уголовный суд со штаб-квартирой в Гааге начал расследование военных преступлений в ходе войны 2008 года в Грузии[67].
- 28 января
  - Бывший президент Кот-д’Ивуара Лоран Гбагбо предстал перед Международным уголовным судом в Гааге по обвинению в преступлениях против человечества[68].
  - Официальный представитель ООН сообщил, что некоторым ранее лишённым права голоса на Генеральной Ассамблее за неуплату взносов 7 стран-членов (Венесуэла, Иран, Бахрейн, Бурунди, Доминиканская Республика, Мали, Сент-Винсент и Гренадины), возвращена возможность участвовать в голосовании в связи с погашением задолженности. Три страны-должника (Вануату, Ливия и Маршалловы Острова) по-прежнему лишены права голоса[69].
- 29 января
  - Банк Японии ввёл отрицательную процентную ставку на размещённые в нём средства японских банков с целью стимуляции экономики[70].
- 31 января
  - Подписан Президентом России и опубликован федеральный закон, которым ратифицировано российско-монгольское соглашение 2010 года о списании 97 % долга Монголии перед Россией на сумму более 170 млн долларов[71].
  - В ходе нападения боевиков «Боко Харам» на деревню Далори в окрестностях города Майдугури на северо-востоке Нигерии погибли 86 человек[72].
  - В Мельбурне завершился теннисный турнир серии «Большого шлема» — Открытый чемпионат Австралии. Победителем в мужском одиночном разряде стал серб Новак Джокович, в женском — немка Анжелика Кербер[73].